# Tale of the Mummy
Tale of the Mummy (ook bekend als Talos the Mummy) is een Brits-Amerikaanse horrorfilm uit 1998, geregisseerd door Russell Mulcahy.

## Verhaal
Een groep archeologen onder leiding van Sir Richard Turkel ontdekt in Egypte een mummie van een prins, die de bron van het kwaad blijkt te zijn. Sir Turkel sluit de sarcofaag net op tijd voordat hij sterft. Tientallen jaren later vindt Samantha Turkel, een kleindochter van Sir Turkel, de mummie. De mummie wordt naar het British Museum gebracht. Rituele moorden gebeuren snel in de stad. Nadat een Amerikaanse politicus is vermoord, helpt de Amerikaanse onderzoeker Riley de moordenaar te vinden. De mummie wacht op een bepaalde constellatie van hemellichamen, waardoor de prins opnieuw geboren moet worden.

## Rolverdeling
| Acteur          | Personage            |
| --------------- | -------------------- |
| Jason Scott Lee | Riley                |
| Louise Lombard  | Samantha Turkel      |
| Sean Pertwee    | Bradley Cortese      |
| Lysette Anthony | Dr. Claire Mulrooney |
| Michael Lerner  | Professor Marcus     |
| Jack Davenport  | Detective Bartone    |
| Honor Blackman  | Captain Shea         |
| Christopher Lee | Sir Richard Turkel   |
| Shelley Duvall  | Edith Butros         |
| Gerard Butler   | Burke                |
| Jon Polito      | Parsons              |
| Ronan Vibert    | Young                |
| Bill Treacher   | Stuart               |
| Elizabeth Power | Mary                 |
| Roger Morrissey | The Mummy            |
| Enzo Junior     | Prince Talos         |

## Productie
De opnames begonnen op 1 september 1997 en vonden plaats in Luxemburg. De opnames werden afgerond op 10 oktober 1997. Ook zijn er opnames gemaakt in Londen.

## Release en ontvangst
De film ging in première op 20 maart 1998 op het Brussels International Festival of Fantastic Film. Op Rotten Tomatoes heeft Tale of the Mummy een waarde van 17% en een gemiddelde score van 4,20/10, gebaseerd op 6 recensies.

## Prijzen en nominaties
| Jaar | Prijs                | Categorie          | Genomineerde(n)                                         | Uitslag  |
| ---- | -------------------- | ------------------ | ------------------------------------------------------- | -------- |
| 1998 | Fantafestival (Rome) | Beste soundtrack   | Stefano Mainetti                                        | Gewonnen |
| 1998 | Fantafestival (Rome) | Speciale juryprijs | Daniel Sladek & Silvio Muraglia (op de beste productie) | Gewonnen |